# Infezione da parassita intestinale
Un'infezione da parassita intestinale è una condizione in cui un parassita infetta il tratto gastrointestinale dell'uomo e di altri animali. Tali parassiti possono vivere in qualsiasi parte del corpo, ma la maggior parte preferisce la parete intestinale. 
Le vie di esposizione e infezione comprendono l'ingestione di carne poco cotta, il consumo di acqua infetta, la trasmissione fecale-orale e l'assorbimento cutaneo. 
Alcuni tipi di elminti e protozoi sono classificati come parassiti intestinali che causano infezione, quelli che risiedono nell'intestino . Queste infezioni possono danneggiare o ammalare l'ospite (umani o altri animali). Se l'infezione da parassiti intestinali è causata da elminti, l'infezione si chiama elmintiasi . 

## Segni e sintomi
Segni e sintomi dipendono dal tipo di infezione. I parassiti intestinali producono una varietà di sintomi nelle persone colpite, la maggior parte delle quali si manifestano in complicanze gastrointestinali e debolezza generale. Le condizioni gastrointestinali includono infiammazione dell'intestino tenue e/o crasso, diarrea / dissenteria, dolori addominali e nausea / vomito . Questi sintomi influenzano negativamente lo stato nutrizionale, incluso un ridotto assorbimento di micronutrienti, perdita di appetito, perdita di peso e perdita di sangue intestinale che spesso possono provocare anemia. Può anche causare disabilità fisiche e mentali, crescita ritardata nei bambini e irritazione della pelle intorno all'ano e alla vulva.

## Causa
La presenza di parassiti intestinali è più alta tra i bambini che vivono nelle comunità più povere delle nazioni in via di sviluppo. Le cause più comuni dei parassiti intestinali sono consumo di acqua contaminata, suolo infetto, igiene inadeguata e impropria. In particolare, la mancanza di accesso alle strutture per lo smaltimento sicuro dei rifiuti umani può provocare la presenza di parassiti e malattie intestinali. Anche le cattive abitudini igieniche o la mancanza di risorse igieniche disponibili, come le strutture per il lavaggio delle mani, incidono negativamente sui tassi di malattia. La contaminazione parassitaria può verificarsi anche dal consumo di prodotti crudi, e scarsa disponibilità di acqua potabile sicura.
I parassiti possono penetrare nell'intestino attraversando la bocca per via di cibi crudi o non lavati, acqua o mani contaminate o dal contatto della pelle con il terreno infetto da larve; possono anche essere trasferiti dall'atto sessuale dell'anilingus in alcuni casi. Quando gli organismi vengono ingeriti, si spostano nell'intestino, dove possono riprodursi e causare sintomi. I bambini sono particolarmente sensibili se non vengono accuratamente puliti dopo essere entrati in contatto con il terreno infetto presente in ambienti che possono visitare frequentemente come recinti di sabbia e campi da gioco scolastici. Le persone nei paesi in via di sviluppo sono particolarmente a rischio a causa dell'acqua potabile proveniente da fonti che possono essere contaminate da parassiti che colonizzano il tratto gastrointestinale.

## Diagnosi

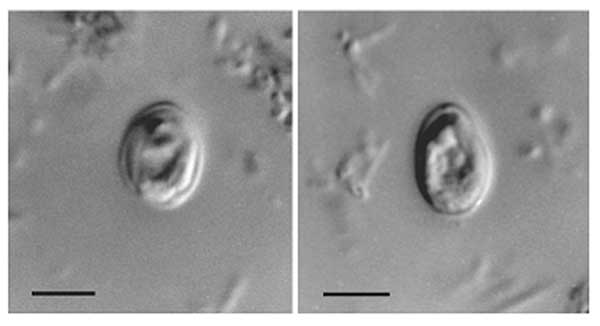
Cryptosporidium muris

A causa dell'ampia varietà di parassiti intestinali, una descrizione dei sintomi raramente è sufficiente per la diagnosi. Invece, il personale medico utilizza uno dei due test più comuni: cercano nei campioni di feci i parassiti o applicano un adesivo sull'ano per cercare le uova. 

### Tipi
I principali gruppi di parassiti includono protozoi (organismi con una sola cellula) e vermi parassiti (elminti). Di questi, i protozoi, tra cui cryptosporidium, microsporidia e isospora, sono più comuni nelle persone con infezione da HIV . Ognuno di questi parassiti può infettare il tratto digestivo e talvolta due o più possono causare un'infezione contemporaneamente. 

## Prevenzione e intervento
È necessario rispettare norme per una buona igiene per evitare la reinfezione. La campagna contro gli anchilostomi della Fondazione Rockefeller in Messico negli anni '20 fu estremamente efficace nell'eliminare l'anchilostoma dagli umani con l'uso di antielmintici. Tuttavia non furono adeguatamente introdotte misure preventive per le persone trattate. Pertanto, il tasso di reinfezione fu estremamente elevato e il progetto valutato con qualsiasi tipo di metodo scientifico è stato un marcato fallimento. È stata necessaria una maggiore istruzione per informare le persone sull'importanza di indossare scarpe, utilizzare le latrine (un migliore accesso ai servizi igienico - sanitari) e una buona igiene.
I metodi di prevenzione dei parassiti intestinali non sono riservati ad aree geografiche specifiche; tuttavia, molti degli interventi basati sulla ricerca hanno avuto luogo principalmente in Paesi e regioni sottosviluppati, in cui i servizi igienico-sanitari sono una grande preoccupazione per la diffusione di malattie. Gli attuali comportamenti che prevengono i parassiti intestinali includono: l'uso di pratiche adeguate di lavaggio delle mani, l'utilizzo di latrine correttamente costruite con ampia ventilazione, con una fonte d'acqua potabile e indossare scarpe. Attualmente, in alcune parti dell'Etiopia in cui la prevalenza della malattia è elevata, fino all'80% delle persone non ha accesso alle strutture di lavaggio. Il 93% aveva accesso a una latrina, ma solo il 29,2% di quelle latrine aveva una costruzione adeguata per ridurre le infezioni parassitarie. Gli interventi comportamentali si sono concentrati sulla promozione del lavaggio, a volte con il sapone, nel contesto dell'educazione nelle scuole e nelle strutture di assistenza all'infanzia. In studi recenti, i migliori interventi seguono un approccio multidisciplinare di: 
- Aumentare i servizi igienico-sanitari ambientali per promuovere il lavaggio delle mani e le abitudini di indossare le scarpe.
- Educare i bambini in giovane età a scuola e a casa

Interventi specifici basati sull'evidenza che possono ridurre la prevalenza della malattia includono: 
- Interventi nelle scuole, incentrati sulla costruzione di latrine a fosse (ventilate), fornendo acqua potabile pulita ed educando gli studenti sull'igiene[11]

- La strategia SAFE (chirurgia, antibiotici, pulizia del viso, risanamento ambientale) per affrontare il tracoma, principalmente la pulizia del viso e i componenti di risanamento ambientale[12]
- Lavarsi le mani con sapone nei momenti critici e tagliare le unghie per ridurre i tassi di reinfezione, anche se sono necessarie ulteriori ricerche per sviluppare e attuare interventi simili su scala
- Programmi che combinano la somministrazione di farmaci antielmintici con interventi per aumentare l'igiene ambientale (come ridurre la contaminazione fecale)[13]

## Trattamento

Praziquantel

I farmaci vengono spesso utilizzati per uccidere i parassiti nell'ospite. In passato, la trementina veniva spesso utilizzata per questo, ma i farmaci moderni non avvelenano direttamente i vermi intestinali. Piuttosto, i farmaci antielmintici ora inibiscono un enzima necessario affinché il verme produca la sostanza che impedisce la sua digestione.
Ad esempio, i tenia sono di solito trattati con un medicinale assunto per via orale. La medicina più comunemente usata per la tenia è il praziquantel.